# Пропоста и риспоста
Пропо́ста и риспо́ста (от итал. proposta, «предложение» и итал. risposta, «ответ») — названия голосов в музыке полифонического склада. После изложения темы в пропосте, она повторяется («имитируется») в одной или нескольких риспостах. В русском языке термины обычно употребляются при описании канона, редко — для простой (неканонической) имитации. Вождь (перевод лат. dux) и спутник (перевод лат. comes) в фуге функционально — те же пропоста и риспоста.

## Пропоста
Пропоста (иногда используется сокращение «P») — это голос, который впервые излагает тему, а также начинает канон. Интервал, разделяющий пропосту и появление риспосты, называется интервалом вступления голосов; соотношение их во времени определяется расстоянием вступления.

## Риспоста
Риспоста (иногда используется сокращение «R») — голос, воспроизводящий тему, изложенную в пропосте. Здесь используются все обычные приёмы полифонического преобразования темы: обращение, увеличение, уменьшение, ракоход. С появлением серийной техники появились и более сложные преобразования, изменяющие интервальное и ритмическое строение пропосты (В. П. Фраёнов приводит пример ричеркаров в «Кантате на стихи неизвестных английских поэтов XV—XVI вв.» И. Ф. Стравинского).

## Примеры пропосты и риспосты

### В фуге
В фуге пропосту принято называть темой, а риспосту — ответом, который является имитацией темы в тональности доминанты.
Ответы бывают двух видов: тональный и реальный.
Реальный ответ представляет собой точную имитацию темы:
Тональный ответ содержит какие-либо интервальные изменения в имитируемой теме. Это связано с началом самой темы: если, к примеру, она начинается с I ступени или со скачка I—V, то ответ обязан разыграть обратную комбинацию: начаться с V ступени или со скачка V—I. Или наоборот:

### В других формах полифонической музыки
Помимо канона и фуги, принцип пропоста-риспоста можно наблюдать и в других полифонических формах, таких как месса, ричеркар, инвенция, качча, мотет, мадригал.
Также идея темы и её имитации может использоваться композиторами и за пределами вышеозначенных форм (А. Скрябин - Соната для фортепиано № 4, III ч., тт.84-92: тема и её обращение).